# Eorotex-Magniflex
Eorotex-Magniflex oder Puch-Eorotex-Campagnolo war ein schweizerisches Radsportteam, das von 1982 bis 1983 bestand.

## Geschichte
Das Team wurde 1982 unter der Leitung von Werner Arnold gegründet. Im ersten Jahr konnte das Team siebte Plätze bei der Vuelta a España und der Tour de Suisse, Platz 4 bei Paris–Roubaix, Platz 3 bei Lüttich–Bastogne–Lüttich und jeweils fünfmal Etappenzweiter bei der Vuelta a España vorweisen. 1983 konnte neben den Siegen ein 14. Platz beim Giro d’Italia, ein zehnter Platz bei der Meisterschaft von Zürich, ein siebter Platz bei der Tour de Suisse sowie zwei zweite Plätze bei Trofeo Luis Puig und Grand Prix Pino Cerami erzielt werden. Nach der Saison 1983 wurde das Team aufgelöst.

## Erfolge
1982
- eine Etappe Tour de France
- Punktewertung Vuelta a España
- Deutscher Meister – Straßenrennen
- Trofeo Luis Puig

1983
- Grosser Preis des Kantons Aargau
- zwei Etappen Tour de l’Avenir
- eine Etappe Luxemburg-Rundfahrt

## Wichtige Platzierungen
| Grand Tour            | 1982 | 1983 |
| --------------------- | ---- | ---- |
| Vuelta a EspañaVuelta | 7    | –    |
| Giro d’ItaliaGiro     | –    | 14   |
| Tour de FranceTour    | 21   | –    |

| Monument                 | 1982 | 1983 |
| ------------------------ | ---- | ---- |
| Mailand–Sanremo          | 49   | 40   |
| Flandern-Rundfahrt       | 19   | –    |
| Paris–Roubaix            | 4    | 27   |
| Lüttich–Bastogne–Lüttich | 3    | 17   |
| Lombardei-Rundfahrt      | 18   | 32   |

## Bekannte ehemalige Fahrer
- Stefan Mutter (1982–1983)
- Reimund Dietzen (1982)
- Klaus-Peter Thaler (1982)
- Hans Neumayer (1982)
- Acácio da Silva (1983)